# 108 v.Chr.

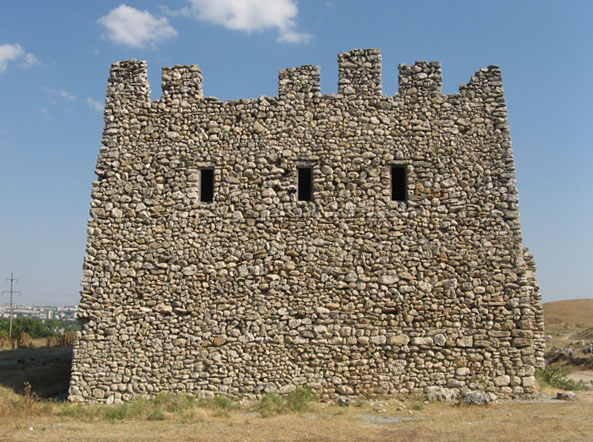
Mausoleum van Skilurus of Palacus in Neapolis op de Krim

Het jaar 108 v.Chr. is een jaartal in de 2e eeuw v.Chr. volgens de christelijke jaartelling.

## Gebeurtenissen

### Italië
- Servius Sulpicius Galba en Lucius Hortensius zijn consul in het Imperium Romanum.

### Numidië
- Het Romeinse leger onder Quintus Caecilius Metellus Numidicus, verslaat de Numidiërs in de Slag aan de Muthul.
- Koning Jugurtha begint een guerrilla-oorlog tegen het Romeinse Republiek.

### Palestina
- Johannes Hyrkanus, koning en hogepriester van de Hasmonese staat, valt Samaria aan en belegert de vestingstad. Hij voegt Samaria toe aan de Joodse Hasmonese staat.

### Krim
- Mithridates VI van Pontus onderwerpt de Scythen onder leiding van koning Skilurus of Palacus bij Neapolis op de Krim.

### China
- Keizer Han Wudi breidt zijn militaire machtsgebied uit en verovert het koninkrijk Gojoseon. Hierdoor neemt de invloed van de Chinese cultuur in Korea toe.
- Sima Qian, een Chinese historicus, wordt benoemd tot hoofd van de keizerlijke bibliotheek en begint aan de samenstelling van de Shiji.

## Geboren
- Lucius Sergius Catilina (~108 v.Chr. - ~62 v.Chr.), Romeins praetor en staatsman